# Baggeå
Baggeå är ett vattendrag på Bornholm i Danmark. Det mynnar ut i Östersjön nära orten Muleby.